# Adiós con el corazón
Adiós con el corazón és una pel·lícula espanyola de comèdia del 2000 dirigida per José Luis García Sánchez, autor del guió amb Rafael Azcona i protagonitzada per Juan Luis Galiardo.

## Argument
Juan Peñasco (Juan Luis Galiardo) és un home que supera els cinquanta anys, amb la seva panxa pròpia de l'edat, amb cabells blancs, etc. que viu només... però, així i tot, continua sent atractiu per a les dones... La inesperada arribada de la seva suposada filla cubana coincideix amb el seu últim fracàs amorós.

## Repartiment
- Juan Luis Galiardo - Juan
- Laura Ramos - Caty
- Jesús Bonilla - Pozueta
- Neus Asensi - Carmela
- Juan Echanove - Pepe
- María Luisa San José - Paulina
- Teresa Gimpera - Alicia
- Aurora Bautista - La marquesa
- Teté Delgado - Noelia
- Ruth Núñez - Donzella
- Ángel Alcázar - Policia

## Comentaris
És continuació de la saga de cinema còmic iniciat amb Suspiros de España (y Portugal) i seguida després amb Siempre hay un camino a la derecha.

## Palmarès cinematogràfic
XV Premis Goya
| Categoria                                   | Persona            | Resultat  |
| ------------------------------------------- | ------------------ | --------- |
| Millor interpretació masculina protagonista | Juan Luis Galiardo | Guanyador |

Festival de Màlaga
| Categoria    | Persona                                | Resultat   |
| ------------ | -------------------------------------- | ---------- |
| Millor actor | Juan Luis Galiardo                     | Guanyador  |
| Millor guió  | Rafael Azcona José Luis García Sánchez | Guanyadors |